# Phil Pfister
Phil Pfister, pseudonim Tiny (ur. 15 maja 1971 w Charleston) – amerykański profesjonalny strongman.
Jeden z najlepszych amerykańskich i światowych siłaczy. Wicemistrz USA Strongman w latach 2000, 2001, 2003 i 2004. Mistrz Świata Strongman 2006.

## Życiorys
Jedynym sportem, który uprawiał w młodości był skateboarding. W wieku dwudziestu siedmiu lat rozpoczął treningi jako strongman.
Jest absolwentem West Virginia State College.
Phil Pfister jest zawodowym strażakiem i od 1999 r. pracuje jako strażak w mieście Charleston, gdzie mieszka ze swoją rodziną (żona Michelle i syn Wyatt).
17 kwietnia 2008 r., w amerykańskiej wersji teleturnieju Czy jesteś mądrzejszy od 5-klasisty?, wygrał 25 000 $.
Wziął udział siedmiokrotnie w elitarnych zawodach siłaczy Arnold Strongman Classic, rozgrywanych w Columbus (USA), w latach 2002, 2003, 2006, 2007, 2008, 2009 i 2010.

## Mistrzostwa Świata Strongman
Phil Pfister jest zawodnikiem o jednym z najdłuższych stażów w Mistrzostwach Świata Strongman. Dotychczas wziął udział w tych zawodach dziewięciokrotnie, w latach 1998, 2000, 2001, 2003, 2005 (IFSA), 2006, 2007, 2008 i 2009. Jedyny raz nie zakwalifikował się do finału w Mistrzostwach Świata Strongman 2003. Został wówczas pokonany w rundach kwalifikacyjnych między innymi przez Jarosława Dymka. Przeszedł długą, wytrwałą drogę od swego debiutu na Mistrzostwach Świata Strongman 1998, do zdobycia tytułu mistrza świata na Mistrzostwach Świata Strongman 2006.
W Mistrzostwach Świata Strongman 2006 dał świetny pokaz, wygrywając w swojej grupie rundy kwalifikacyjne, a następnie wygrywając pięć z siedmiu konkurencji finałowych. Był pierwszym Amerykaninem, po dwudziestoczteroletniej przerwie (od czasów Billa Kazmaiera i mistrzostw w 1982 r.), który wygrał Mistrzostwa Świata Strongman. Główna nagroda wynosiła wówczas 41 000 $.
Mistrzostwa Świata Strongman 2008 odbyły się w rodzinnym mieście Phila, Charleston.
Klasyfikacja w indywidualnych Mistrzostwach Świata Strongman:
| Rok     | 1998 | 2000 | 2001 | 2003         | 2005 IFSA | 2006 | 2007 | 2008 | 2009 |
| ------- | ---- | ---- | ---- | ------------ | --------- | ---- | ---- | ---- | ---- |
| Pozycja | 4.   | 5.   | 4.   | poza finałem | 6.        |      | 4.   | 4.   | 7.   |

Wymiary:
- wzrost 198 cm
- waga 150 - 156 kg
- biceps 56 cm
- klatka piersiowa 145 cm
- talia 109 cm

## Osiągnięcia strongman
- 1998
  - 4. miejsce - Mistrzostwa Świata Strongman 1998, Maroko
- 2000
  - 2. miejsce - Mistrzostwa USA Strongman
  - 5. miejsce - Mistrzostwa Świata Strongman 2000, RPA
- 2001
  - 2. miejsce - Mistrzostwa USA Strongman
  - 3. miejsce - Mistrzostwa Ameryki Północnej Strongman 2001
  - 4. miejsce - Mistrzostwa Świata Strongman 2001, Zambia
- 2002
  - 3. miejsce - Arnold Strongman Classic, USA
  - 9. miejsce - Mistrzostwa USA Strongman 2002
- 2003
  - 6. miejsce - Arnold Strongman Classic, USA
  - 2. miejsce - Mistrzostwa USA Strongman
- 2004
  - 2. miejsce - Mistrzostwa USA Strongman 2004
- 2005
  - 1. miejsce - Mistrzostwa Panamerykańskie Strongman 2005
  - 6. miejsce - Mistrzostwa Świata IFSA Strongman 2005, Kanada
- 2006
  - 4. miejsce - Arnold Strongman Classic, USA
  - 1. miejsce - Mistrzostwa Świata Strongman 2006, Chiny
- 2007
  - 4. miejsce - Arnold Strongman Classic, USA
  - 4. miejsce - Mistrzostwa Świata Strongman 2007, USA
- 2008
  - 7. miejsce - Arnold Strongman Classic, USA
  - 4. miejsce - Mistrzostwa Świata Strongman 2008, USA
- 2009
  - 5. miejsce - Arnold Strongman Classic, USA
  - 6. miejsce - Fortissimus 2009, Kanada
  - 7. miejsce - Mistrzostwa Świata Strongman 2009, Malta
- 2010
  - 7. miejsce - Arnold Strongman Classic 2010, USA